# J. Velloso
J. Velloso (Santo Amaro da Purificação, 16 de janeiro de 1961) é compositor, cantor, produtor musical, diretor artístico e agitador cultural brasileiro. Começou sua carreira artística em 1984.  Suas canções estão na voz de artistas como Maria Bethânia, Gal Costa, Mariene de Castro, Daniela Mercury, Beth Carvalho, Jorge Vercillo, Gilberto Gil, Caetano Veloso, Joana, Zezé Mota, Vânia Abreu, Belô Velloso, entre outros.
Como produtor musical, foi responsável por vários discos, como “Diplomacia”, de Batatinha (contemplado com o Prêmio Sharp, em 1999), “Humanenochum”, de Riachão (indicado ao Prêmio Grammy, em 2002), "Abre Caminho", de Mariene de Castro (contemplado com o Prêmio Tim de Música, em 2006) e de D. Edith do Prato e Vozes da Purificação, com o mesmo nome (contemplado com o Prêmio Tim de Música, em 2004). Ele também é um dos compositores do samba enredo campeão em 2022 da escola de samba paulistana, Imperatriz da Paulicéia, que desfila no Grupo Especial de Bairros da Uesp do Carnaval de São Paulo,  com o enredo “Ilú Obá de min, mãos femininas que tocam o tambor” (J. Velloso, Marquinho Beija-Flor, Júlio Assis e Fabiano Melodia).  
Possui dois discos lançados (Aboio para um Rinoceronte, de 2004 e J. Velloso e os Cavaleiros de Jorge, de 2009) e um livro-CD (Santo Antônio e outros Cantos, 2010). Foi também diretor artístico de shows como “Ela Disse-me Assim” de Gal Costa e “Canibália”, de Daniela Mercury em Cabo Verde. 